# 和歌山県道803号紀の川自転車道線
和歌山県道803号紀の川自転車道線（わかやまけんどう803ごう きのかわじてんしゃどうせん）は、和歌山県和歌山市から橋本市に至る県道の1つである。自転車道の一つで、京都府道801号京都八幡木津自転車道線、奈良県道280号大和青垣吉野川自転車道線とともに京奈和自転車道を構成する。
和歌山県の県道の中では自転車道は800番台となっている。

## 概要
紀の川の河川管理用通路を改良したり、既存の重複区間にブルーラインを引くことで整備されている。県内のサイクリングロードの表示では川のサイクリングロードR-1とされている。河口から奈良県境まで伸びており、奈良県で整備中の奈良県道280号大和青垣吉野川自転車道線に接続する予定。

### 路線データ
- 起点：和歌山市湊 (和歌山港)
- 終点：橋本市隅田 (隅田駅)
- 延長: 約60 km

## 歴史
- 2013年 指定

数度の延伸を経て、河口と奈良県境に達している。

## 地理

### 通過する自治体
- 和歌山市
- 岩出市
- 伊都郡かつらぎ町
- 紀の川市
- 伊都郡九度山町
- 橋本市

### 接続する道路
- 国道24号
- 和歌山県道13号和歌山橋本線
- 和歌山県道804号貴志川自転車道線 (R-2)
- 和歌山県道139号小豆島船所線
- 和歌山県道134号小豆島岩出線
- 和歌山県道・奈良県道55号橋本五條線
- 和歌山県道104号山内恋野線
- 和歌山県道108号隅田停車場線